# Madame X Tour
Tournées par Madonna
Rebel Heart Tour 
 (2015 - 2016) Madonna: The Celebration Tour 
 (2023 - 2024)
Le Madame X Tour est la onzième tournée de la chanteuse Madonna. 
Elle promeut son quatorzième album studio Madame X (2019). Contrairement aux précédentes, cette série de concerts se joue exclusivement dans des salles à « taille humaine » (théâtres et cinéma), permettant une immersion et une proximité du spectateur dans les différents tableaux présentés. Elle se produit plusieurs soirs dans chacune des 11 villes programmées. Elle commence au Howard Gilman Opera House à New York, pour finir au Grand Rex à Paris.

## Le spectacle

### Le concept
Ce spectacle, la chanteuse l’a voulu au plus près de son public, dans des théâtres et cinémas aux États-Unis et en Europe. Le spectacle est un événement « sans téléphone » de façon à créer un espace d'intimité entre l'artiste et ses fans pour que la communion entre la chanteuse et son public soit une expérience sans intermédiaire. La société Yondr est chargée de mettre en place les téléphones dans des boîtiers hermétiques avant l'entrée dans la salle.

### La setlist
La setlist se concentre principalement sur l’album Madame X. Les autres titres ont été choisis pour argumenter ou renforcer le discours de Madame X. 

Act 1Madame X Fighting For Freedom
- Madame X Intro
- God Control
- Dark Ballet
- Human Nature
- Express Yourself (a cappella, avec le public)

Act 2Secret Agent
- Madame X Manifesto (interlude)
- Vogue
- I Don’t Search I Find
- Papa Don’t Preach
- American Life

Act 3Madame X Traveling Around The World
- Batuka Intro (interlude)
- Batuka
- Fado Song (avec Gasper Varela)
- Killers Who Are Partying
- Crazy
- Welcome To My Fado Club / La Isla Bonita
- Sodade
- Medellín
- Extreme Occident

Act 4Madame X Changing Identities
- Rescue Me (interlude)
- Frozen
- Come Alive
- Future
- Crave (Tracy Young Remix)
- Like A Prayer

Encore
- I Rise

### Tableaux

#### Première partie
Une forme de première partie est assurée par les musiciens de Madonna. Ils alternent entre un répertoire fado et des titres de la chanteuse réarrangés pour l’occasion en version acoustique (le soir du 3 mars, il s’agissait notamment de Secret, Who’s That Girl, Don't Tell Me et Like a Virgin). Puis vient un entracte. Il est cadencé par des rappels exécutés par une voix masculine et en anglais, le premier précisant que le début du show est imminent, le deuxième demandant aux spectateurs de regagner leur place, puis le dernier, par Madonna en voix off, qui annonce le début du concert.

#### Le déroulement
Le spectacle commence avec une ombre chinoise de Madame X qui tape à la machine à écrire. Cette projection, sur une toile qui masque la scène (elle sera un élément utilisé tout au long du spectacle pour cacher les changements de structures et diffuser des interludes), est accompagné de mots qui apparaissent par groupes au long son des frappes sur le clavier. Un danseur positionné à l’avant subi des rafales de tirs avant que Madame X n’arrive au bout de son message. Elle doit recommencer plusieurs fois, car sans cesse interrompue par cette forme de censure. Cela se termine avec une citation de James Baldwin qui précise:
« Art is here to prove that all safety is an illusion… Artists are here to disturb the peace » (pouvant se traduire par « L’art est là pour prouver que toute sécurité est une illusion… Les artistes sont là pour troubler la paix »).
Madonna apparaît alors en transparence dans une tenue pailletée rappelant le drapeau américain et commence à entonner God Control. Des danseurs armés tirent sur Madame X. Sa tenue présente à ce moment-là des traces de sang. La suite du concert évoque les armes, les violences policières, la liberté d'expression et la politique.
Sur Human Nature, Madonna démontre sa souplesse en effectuant des figures au centre d'un renfoncement circulaire du décor. Des projections de mains, en ombre chinoise, l'entourent et viennent accentuer les paroles, par des signes de réprimandes ou même de doigts d'honneur.
Express Yourself est interprété a cappella avec le public. Papa Don't Preach est à peine abordé, par quelques mesures instrumentales, pendant que Madonna se positionne derrière un paravent avec un « médecin ». Deux danseuses, clones de Madame X en imperméable noir (également vues sur le morceau Vogue), encadrent les protagonistes. Vogue débute avec les bruits de la machine à écrire, véritable leitmotiv du show. Pour American Life, Madonna joue de la guitare au centre de la scène. Des projections du drapeau américain et des références au clip sont visibles en fond.

Pour Batuka, le texte suivant, identique à celui du clip, accompagne l'arrivée de plusieurs femmes, appartenant à l'Orquestra Batukadeiras, sur la scène :
« Batuque is a style of music created by women that originated in Cap Verde, some say the birth place of slave trade. The drums were condemned by the Church and taken away from the slaves because it was considered an act of rebellion. The women continued their singing and dancing and the Batuque lives on today. Traduction : Le Batuque est un style de musique créé par des femmes originaire du Cap-Vert, lieu que certains évoquent comme le lieu de naissance de la traite d'esclaves. Les tambours ont été condamnés par l'Église et enlevés aux esclaves, parce que considérés comme un acte de rébellion. Les femmes ont continué à chanter et à danser, et le Batuque existe encore aujourd'hui ».
Elles s'installent sur des sièges disposés autour d'un tapis et commencent à chanter et à utiliser les tambours pour marquer le rythme. Des projections sur les murs sont fidèles au clip qui a été réalisé pour ce titre. Madonna, en haut d'un escalier commence à chanter avant de les rejoindre et d'effectuer quelques pas de danse avec ses partenaires.

Dans le tableau « latino », avant d'interpréter Medellin, le texte de la machine à écrire reproduit les paroles du remix (Offer Nissim Set Me Free Remix) lu par Madonna:
« Dear God, how can I trust anyone after years of disappointment and betrayal ? How could I not want to run away again and again, escape ? I will never be what society expects me to be. I have seen too much. I cannot turn back. I have been kidnapped, tortured, humiliated and abused. In the end, I still have hope. I still believe in the goodness of humans. Traduction : Seigneur, comment puis-je faire confiance à quelqu'un après des années de déception et de trahison ? Comment pourrais-je ne pas vouloir fuir encore et encore, m'échapper ? Je ne serai jamais ce que la société attend de moi. J'en ai trop vu. Je ne peux pas revenir en arrière. J'ai été kidnappée, torturée, humiliée et maltraitée. Finalement, j'ai encore de l'espoir. Je crois toujours à la bonté des humains ».

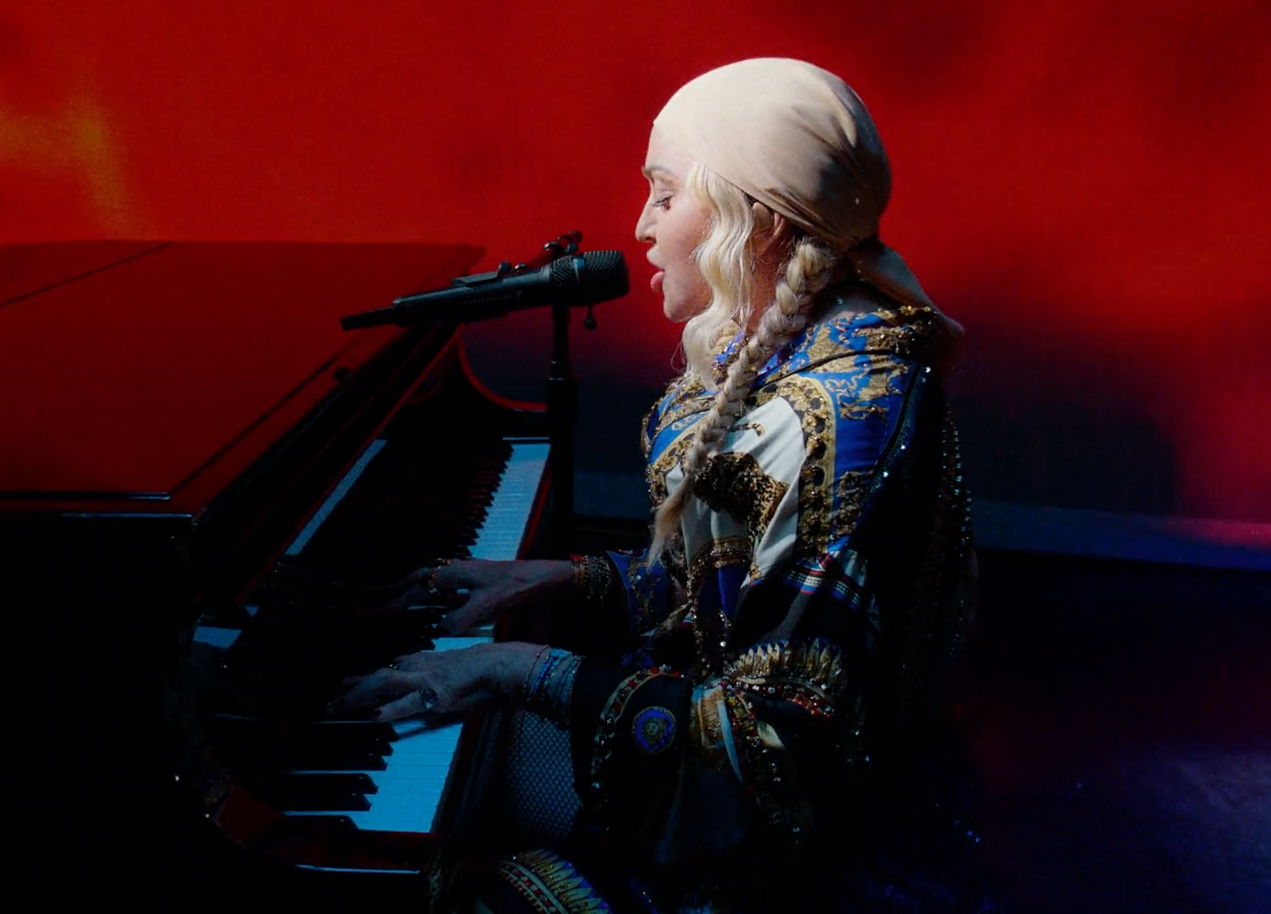
Madonna interprétant Future au piano.

Lors de l’interprétation de Frozen, une projection est effectuée sur le rideau écran, au travers duquel Madonna apparaît en transparence. Les images représentent Lourdes, la fille ainée de l’artiste, qui exécute des mouvements de danse. Ce clip est réalisé par Damien Jalet. Sur Future, Madonna se tient assise derrière un piano et joue quelques accords. Elle fait de même sur Crave.
Like a Prayer arrive avec la plupart des danseurs et choristes en toges. Madonna rentre sur scène avec un habit similaire noir, avec une croix brodée. Une boule disco parfait l'ambiance. Les images du clip d'origine accompagnent la séquence. Le programme de la tournée fait effectivement référence aux 30 ans du titre.

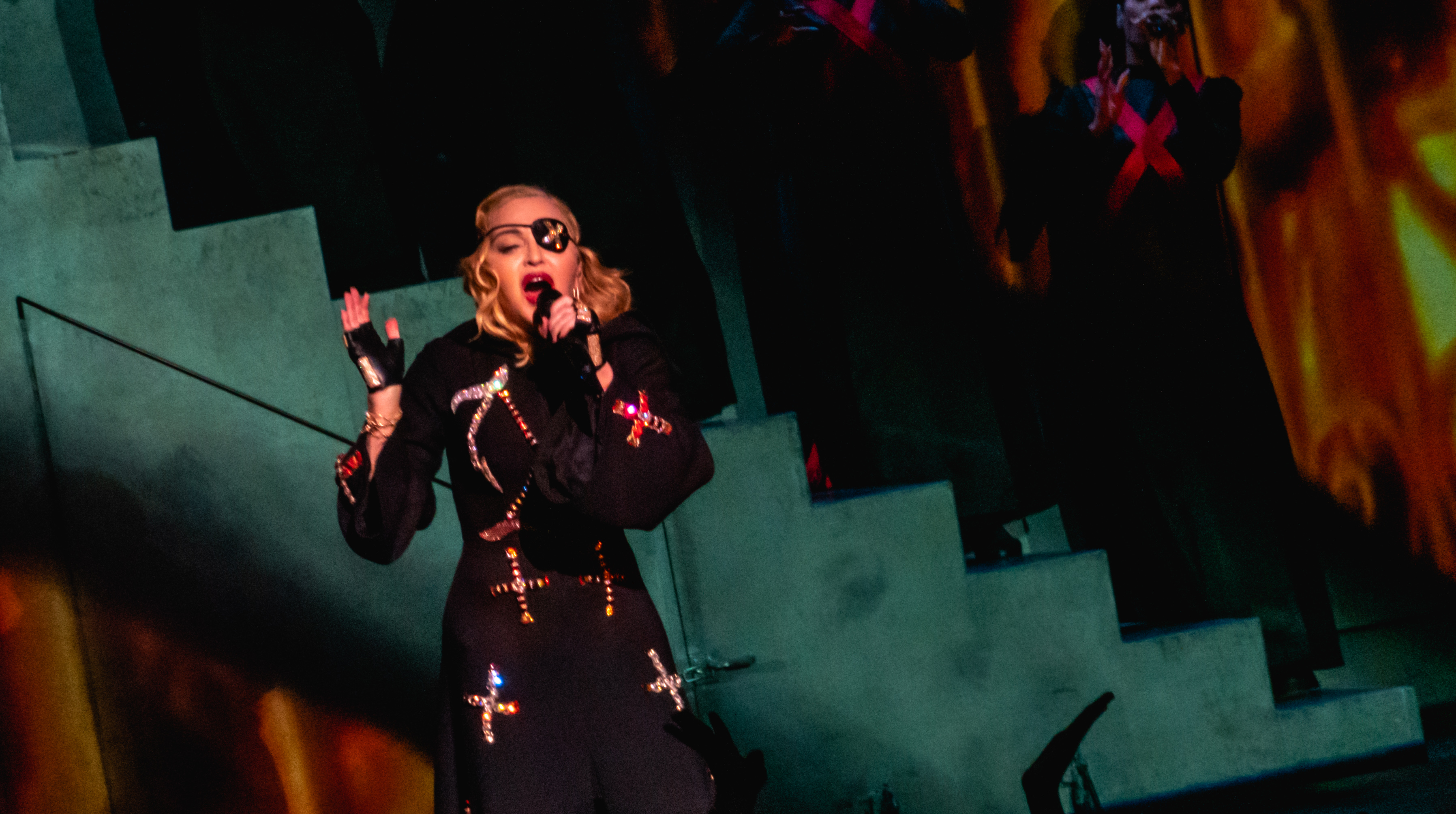
Madonna durant Like a Prayer.

#### Final
En guise de rappel, Madonna interprète I Rise, identique à la version studio. Le titre commence avec la projection du discours de l’activiste anti-armes Emma Gonzales au lendemain de la tuerie de Parkland (survenue en février 2018), avant de se terminer par la descente d’un gigantesque drapeau arc-en-ciel, symbole LGBT, dans le fond de la scène. La chanteuse et ses danseurs quittent ensuite la salle en file indienne, en traversant les allées de spectateurs, et en scandant en boucle et a capella « I rise, up above it all » avec le poing levé, en geste militant. Le rideau se referme et un grand « X » est projeté dessus.

### Les Polaroids
Chaque soir, Madonna profite de l’intimité des lieux pour discuter régulièrement avec le public et parfois même se livrer un peu. Un de ces intermèdes est destiné à la vente d’un selfie. En effet, comme aucun téléphone portable ni appareil photo ne sont admis dans la salle, la chanteuse prend une photo d’elle-même en Polaroid, seule photo possible, donc. Ce cliché est ensuite mis aux enchères, au profit de la Fondation Raising Malawi, moyennant un paiement en liquide. Pendant que la photo se « développe », l’artiste blague avec son public, permettant de rendre ce moment plus complice. Le soir du 3 mars 2020 à Paris, c’est Petra, une Croate, qui remporte l’enchère avec une promesse de 3 000 dollars. La chanteuse semble surprise, car il n’a suffi que d’une proposition pour mettre fin à la vente. Le lendemain, le 4 mars, selon BFM TV, c’est Alain avec 4 200 euros qui remporte le trophée.

### Distribution

#### Danseurs
- Chaz Buzan
- Loic Mabanza
- Ahlamalik Williams
- Daniele Sibilli
- Sierra Herrera-Grey
- Sasha Mallory
- Rakeem Hardy
- Ai Shimatsu
- Nicolas Huchard
- Allauné Blegbo
- Marvin Gofin
- Mccall Olsen
- Baylie Olsen
- Sohey Sugihara

#### Musiciens
- Directeur musical : Kevin Antunes
- Guitares : Monte Pittman, Gaspar Goncalves, Ademiro Miroca Paris & Madonna
- Claviers : Rickey Pageot & Madonna
- Trompette : Jessica Pina
- Percussions : Carlos Mil-Homens, Ademiro Miroca Paris, Rickey Pageot
- Violonistes : Mariko Muranaka, Francesca Dardani, Celia Hatton
- Chœurs : Andrea Lanz, Dana Williams & The Batukaderas

## À Paris

### Calendrier
La résidence de Madonna au Grand Rex commence avec le report des deux premières dates (les dates des 18 et 19 février 2020 ayant été reportées respectivement au 10 et 11 mars 2020), puis de l'annulation du 20 février.
Lors de la première à Paris, le spectacle a commencé avec près de 3H30 de retard. La production explique cela par des problèmes techniques imprévus, causés par « l’incompatibilité de certains décors avec la scène » de la célèbre salle parisienne,,. Selon un technicien interrogé, « des tableaux ont dû être modifiés entraînant de nouvelles répétitions. Madonna est vraiment très exigeante. Elle voulait que tout soit parfait pour cette première date parisienne ». Cela n'a pas entaché l'ambiance, Madonna ayant même pu compter sur la présence de son ami couturier Jean-Paul Gaultier pour la soutenir (sur Christine and the Queens le mercredi 4 mars et sur le comique Fary le dimanche 8 mars).
Le jeudi 27 février 2020, la star chute lors de la représentation, une chaise ayant été déplacée sans qu’elle ne s’en aperçoive (elle en fera d’ailleurs mention lors de son show du mardi 3 mars 2020). Combinées à ses problèmes de genoux, déjà à l’origine de l’annulation de plusieurs représentations au cours de la tournée, et sa fatigue, ces circonstances ont conduit à supprimer la représentation du dimanche 1er mars. Madonna avait déjà annulé certaines dates (les 20 et 25 février). Le site internet du Grand Rex précisait alors que la chanteuse suivait « une rééducation et une thérapie » afin de « ne pas subir de dommages supplémentaires, ses médecins lui ont conseillé de se reposer davantage ».
Le dimanche 8 mars 2020, le ministre de la Santé Olivier Véran, à l’issue d’un Conseil de Défense à l’Élysée dans le cadre de la lutte contre le risque d’épidémie de coronavirus Covid-19, a annoncé : « à l’échelle nationale, tous les rassemblements de plus de 1 000 personnes sont désormais interdits ». Cette mesure concerne tous les événements « non indispensables à la continuité de la vie de la Nation ». Dans ce contexte, Madonna, via son site web, et Live Nation informent les spectateurs que les dates des 10 et 11 mars sont définitivement annulées,.
| Date en 2020        | Assurée                                         |
| ------------------- | ----------------------------------------------- |
| mardi 18 février    | non, reportée au 10 mars                        |
| mercredi 19 février | non, reportée au 11 mars                        |
| jeudi 20 février    | non, annulée                                    |
| samedi 22 février   | oui                                             |
| dimanche 23 février | oui                                             |
| mardi 25 février    | non, annulée                                    |
| mercredi 26 février | oui                                             |
| jeudi 27 février    | oui                                             |
| samedi 29 février   | oui                                             |
| dimanche 1er mars   | non, annulée pour blessures                     |
| mardi 3 mars        | oui, en intégralité                             |
| mercredi 4 mars     | oui, en intégralité                             |
| samedi 7 mars       | non, annulée                                    |
| dimanche 8 mars     | oui, en intégralité – ultime date de la tournée |
| mardi 10 mars       | report du 18 février - annulée (coronavirus)    |
| mercredi 11 mars    | report du 19 février - annulée (coronavirus)    |

### Critiques
Dans son article du jeudi 5 mars 2020, France Culture lance une théorie selon laquelle le principal talent de Madonna « consiste à être un agrégateur de contenus. Une convergence des luttes à elle seule. Mieux, un génie de la méréologie ». Pour France info, il s’agit « sans doute de [son] spectacle le plus ambitieux », « à la croisée du théâtre, de la comédie musicale, du ballet contemporain, du cabaret et du concert, ce show est un ovni ambitieux ». Pour Le Point, le « show est […] irréprochable ». Du côté du journal Le Monde, « Madonna déploie les grands moyens dans l’intimité du Grand Rex ». Pour Le Parisien, il s’agit d’un « concert engagé, intime et émouvant ».

## En marge

### Pop up store
Jusqu'au 14 mars 2020, une boutique éphémère (pop-up store), nommé « Madame X MAE Couture », situé au 12 rue des Filles du Calvaire à Paris, a vu le jour. Des produits exclusifs « Madame X », créés en collaboration par la peintre et styliste Mae et Madonna, y sont vendus. Une vente caritative a lieu le 12 mars au profit de la Fondation Raising Malawi, créée par Madonna.

### Anecdotes
Le mercredi 5 février 2020, au London Palladium de Londres, dès 23H00, les lumières et le son ont été brutalement coupés, puis le rideau s’est refermé sur la scène. Si Madonna proteste en évoquant une censure, il s’agit en fait d’une mesure de la municipalité, qui a instauré un couvre-feu pour lutter contre les nuisances sonores subies par les habitants du quartier,.

### Polémiques sur les retards
Tout au long de la tournée, les fans de la chanteuse ont régulièrement décrié ses retards, et ce, quel que soit le pays d’accueil et même si « une reine n’est jamais en retard », dixit l’intéressée. En novembre, un show au Caesars Palace de Las Vegas a débuté passé minuit, et avec plus de deux heures de retard à Miami. Cette dernière situation a excédé un spectateur qui décide de poursuivre en justice la chanteuse et de réclamer des dommages et intérêts,. À Londres, de nombreux postes sur les réseaux sociaux sont venus commenter l’événement du couvre-feu, en demandant à l’artiste de débuter ses concerts à l’heure .

### Les annulations à la suite des blessures
Madonna souffre de « multiples blessures », qui auront du mal à être soignées à cause de la fréquence des représentations. Ces circonstances laissent planer la menace d’annulation et suscitent l’inquiétude des fans,. Sur la nature des blessures, l’artiste restera discrète, mais mentionnera « plusieurs blessures », un « ligament déchiré », une « douleur au genou », la nécessité de porter des chaussures plates, de subir plusieurs heures de rééducation par jour, et fera allusion au nombre élevé des dates,. Ainsi, En novembre, Madonna a déprogrammé l’intégralité des concerts à Boston (trois dates en novembre), un à Miami à cause de « douleurs accablantes ». À Lisbonne, il s’agit de la date du dimanche 19 janvier 2020, et ceux des mardis 4 et 11 février 2020 à Londres pour « blessures », puis des jeudi 20, mardi 25 février et dimanche 1er mars 2020 à Paris ,,,,. Certains soirs, la star offre une version plus courte de son concert en éludant la partie qui précède le titre Vogue.
Elle répétera à plusieurs reprises être « déterminée à aller jusqu’au bout »,.

### Diffusion
Le 8 octobre 2021, l'enregistrement du concert à Lisbonne sort en exclusivité sur Paramount+ et est diffusé le même jour à 21h, toujours en exclusivité, sur MTV Hits. À cette date l'album live sort sur les plateformes de streaming.

## Dates et lieux des concerts
La tournée a commencé par New York en septembre, puis Chicago, San Francisco, Las Vegas, Los Angeles, Boston, Philadelphie, Miami pour la partie américaine. Lisbonne (qui lui a inspiré Madame X), Londres et enfin Paris sont les seules villes pour la partie européenne.
| Amérique du Nord           |               |             |                                          |
| Date                       | Ville         | Pays        | Lieu                                     |
| 17 septembre 2019          | New York      | États-Unis  | Brooklyn Academy of Music                |
| 18 septembre 2019          | New York      | États-Unis  | Brooklyn Academy of Music                |
| 19 septembre 2019          | New York      | États-Unis  | Brooklyn Academy of Music                |
| 21 septembre 2019          | New York      | États-Unis  | Brooklyn Academy of Music                |
| 22 septembre 2019          | New York      | États-Unis  | Brooklyn Academy of Music                |
| 24 septembre 2019          | New York      | États-Unis  | Brooklyn Academy of Music                |
| 25 septembre 2019          | New York      | États-Unis  | Brooklyn Academy of Music                |
| 26 septembre 2019          | New York      | États-Unis  | Brooklyn Academy of Music                |
| 28 septembre 2019          | New York      | États-Unis  | Brooklyn Academy of Music                |
| 1er octobre 2019           | New York      | États-Unis  | Brooklyn Academy of Music                |
| 2 octobre 2019             | New York      | États-Unis  | Brooklyn Academy of Music                |
| 3 octobre 2019             | New York      | États-Unis  | Brooklyn Academy of Music                |
| 5 octobre 2019             | New York      | États-Unis  | Brooklyn Academy of Music                |
| 6 octobre 2019             | New York      | États-Unis  | Brooklyn Academy of Music                |
| 7 octobre 2019 (annulé)    | New York      | États-Unis  | Brooklyn Academy of Music                |
| 10 octobre 2019            | New York      | États-Unis  | Brooklyn Academy of Music                |
| 12 octobre 2019            | New York      | États-Unis  | Brooklyn Academy of Music                |
| 16 octobre 2019            | Chicago       | États-Unis  | Chicago Theatre                          |
| 17 octobre 2019            | Chicago       | États-Unis  | Chicago Theatre                          |
| 21 octobre 2019            | Chicago       | États-Unis  | Chicago Theatre                          |
| 23 octobre 2019            | Chicago       | États-Unis  | Chicago Theatre                          |
| 24 octobre 2019            | Chicago       | États-Unis  | Chicago Theatre                          |
| 27 octobre 2019            | Chicago       | États-Unis  | Chicago Theatre                          |
| 28 octobre 2019            | Chicago       | États-Unis  | Chicago Theatre                          |
| 2 novembre 2019            | San Francisco | États-Unis  | Golden Gate Bridge Theatre               |
| 4 novembre 2019            | San Francisco | États-Unis  | Golden Gate Bridge Theatre               |
| 5 novembre 2019            | San Francisco | États-Unis  | Golden Gate Bridge Theatre               |
| 7 novembre 2019            | Las Vegas     | États-Unis  | The Colosseum at Caesars Palace          |
| 9 novembre 2019            | Las Vegas     | États-Unis  | The Colosseum at Caesars Palace          |
| 10 novembre 2019           | Las Vegas     | États-Unis  | The Colosseum at Caesars Palace          |
| 12 novembre 2019 (annulé)  | Los Angeles   | États-Unis  | Wiltern Theatre                          |
| 13 novembre 2019           | Los Angeles   | États-Unis  | Wiltern Theatre                          |
| 14 novembre 2019           | Los Angeles   | États-Unis  | Wiltern Theatre                          |
| 16 novembre 2019           | Los Angeles   | États-Unis  | Wiltern Theatre                          |
| 17 novembre 2019           | Los Angeles   | États-Unis  | Wiltern Theatre                          |
| 19 novembre 2019           | Los Angeles   | États-Unis  | Wiltern Theatre                          |
| 20 novembre 2019           | Los Angeles   | États-Unis  | Wiltern Theatre                          |
| 21 novembre 2019           | Los Angeles   | États-Unis  | Wiltern Theatre                          |
| 23 novembre 2019           | Los Angeles   | États-Unis  | Wiltern Theatre                          |
| 24 novembre 2019           | Los Angeles   | États-Unis  | Wiltern Theatre                          |
| 25 novembre 2019           | Los Angeles   | États-Unis  | Wiltern Theatre                          |
| 30 novembre 2019 (annulé)  | Boston        | États-Unis  | Wang Theatre                             |
| 1er décembre 2019 (annulé) | Boston        | États-Unis  | Wang Theatre                             |
| 2 décembre 2019 (annulé)   | Boston        | États-Unis  | Wang Theatre                             |
| 7 décembre 2019            | Philadelphie  | États-Unis  | Metropolitan Opera House de Philadelphie |
| 8 décembre 2019            | Philadelphie  | États-Unis  | Metropolitan Opera House de Philadelphie |
| 10 décembre 2019           | Philadelphie  | États-Unis  | Metropolitan Opera House de Philadelphie |
| 11 décembre 2019           | Philadelphie  | États-Unis  | Metropolitan Opera House de Philadelphie |
| 14 décembre 2019           | Miami         | États-Unis  | Fillmore Miami Beach                     |
| 15 décembre 2019           | Miami         | États-Unis  | Fillmore Miami Beach                     |
| 17 décembre 2019           | Miami         | États-Unis  | Fillmore Miami Beach                     |
| 18 décembre 2019           | Miami         | États-Unis  | Fillmore Miami Beach                     |
| 19 décembre 2019           | Miami         | États-Unis  | Fillmore Miami Beach                     |
| 21 décembre 2019           | Miami         | États-Unis  | Fillmore Miami Beach                     |
| 22 décembre 2019 (annulé)  | Miami         | États-Unis  | Fillmore Miami Beach                     |
| Europe                     |               |             |                                          |
| Date                       | Ville         | Pays        | Lieu                                     |
| 12 janvier 2020            | Lisbonne      | Portugal    | Colisée des Recreios                     |
| 14 janvier 2020            | Lisbonne      | Portugal    | Colisée des Recreios                     |
| 16 janvier 2020            | Lisbonne      | Portugal    | Colisée des Recreios                     |
| 18 janvier 2020            | Lisbonne      | Portugal    | Colisée des Recreios                     |
| 19 janvier 2020 (annulé)   | Lisbonne      | Portugal    | Colisée des Recreios                     |
| 21 janvier 2020            | Lisbonne      | Portugal    | Colisée des Recreios                     |
| 22 janvier 2020 (annulé)   | Lisbonne      | Portugal    | Colisée des Recreios                     |
| 23 janvier 2020            | Lisbonne      | Portugal    | Colisée des Recreios                     |
| 27 janvier 2020 (annulé)   | Londres       | Royaume-Uni | London Palladium                         |
| 29 janvier 2020            | Londres       | Royaume-Uni | London Palladium                         |
| 30 janvier 2020            | Londres       | Royaume-Uni | London Palladium                         |
| 1er février 2020           | Londres       | Royaume-Uni | London Palladium                         |
| 2 février 2020             | Londres       | Royaume-Uni | London Palladium                         |
| 4 février 2020 (annulé)    | Londres       | Royaume-Uni | London Palladium                         |
| 5 février 2020             | Londres       | Royaume-Uni | London Palladium                         |
| 6 février 2020             | Londres       | Royaume-Uni | London Palladium                         |
| 8 février 2020             | Londres       | Royaume-Uni | London Palladium                         |
| 9 février 2020             | Londres       | Royaume-Uni | London Palladium                         |
| 11 février 2020 (annulé)   | Londres       | Royaume-Uni | London Palladium                         |
| 12 février 2020            | Londres       | Royaume-Uni | London Palladium                         |
| 13 février 2020            | Londres       | Royaume-Uni | London Palladium                         |
| 15 février 2020            | Londres       | Royaume-Uni | London Palladium                         |
| 16 février 2020            | Londres       | Royaume-Uni | London Palladium                         |
| 20 février 2020 (annulé)   | Paris         | France      | Le Grand Rex (2 800 places)              |
| 22 février 2020            | Paris         | France      | Le Grand Rex (2 800 places)              |
| 23 février 2020            | Paris         | France      | Le Grand Rex (2 800 places)              |
| 25 février 2020 (annulé)   | Paris         | France      | Le Grand Rex (2 800 places)              |
| 26 février 2020            | Paris         | France      | Le Grand Rex (2 800 places)              |
| 27 février 2020            | Paris         | France      | Le Grand Rex (2 800 places)              |
| 29 février 2020            | Paris         | France      | Le Grand Rex (2 800 places)              |
| 1er mars 2020 (annulé)     | Paris         | France      | Le Grand Rex (2 800 places)              |
| 3 mars 2020                | Paris         | France      | Le Grand Rex (2 800 places)              |
| 4 mars 2020                | Paris         | France      | Le Grand Rex (2 800 places)              |
| 7 mars 2020 (annulé)       | Paris         | France      | Le Grand Rex (2 800 places)              |
| 8 mars 2020                | Paris         | France      | Le Grand Rex (2 800 places)              |
| 10 mars 2020 (annulé)      | Paris         | France      | Le Grand Rex (2 800 places)              |
| 11 mars 2020 (annulé)      | Paris         | France      | Le Grand Rex (2 800 places)              |